# ぼくらの七日間戦争〜Seven Days Dream〜
「ぼくらの七日間戦争〜Seven Days Dream〜」（ぼくらのなのかかんせんそう セブン・デイズ・ドリーム）は、B.B.クィーンズの3枚目のシングル。1991年6月5日にBMGビクターから発売された。

## 解説
B.B.クィーンズが音楽制作を担当した『ぼくらの七日間戦争2』主題歌。カップリングの「I Remember You」は同映画挿入歌。なお、A面シングル専属作曲者の織田哲郎が全ての楽器を担当しており、坪倉唯子、近藤房之助、コーラスとして栗林誠一郎だけが参加した。
『ぼくらの七日間戦争2　オリジナル・サウンドトラック』には劇中BGMとして使用されたインストゥルメンタル3バージョンが収録されている。作曲者の栗林誠一郎は後にリリースしたアルバム『Good-bye to you』内で、ソロとしてセルフカバーしている。

## 収録曲
CD
1. ぼくらの七日間戦争〜Seven Days Dream〜 [3:44]
作詞：長戸大幸、作曲・編曲：織田哲郎
2. I Remember You [5:16]
作詞：川島だりあ、作曲：栗林誠一郎、編曲：寺尾広
3. ぼくらの七日間戦争〜Seven Days Dream〜（オリジナル・カラオケ）

カセットテープ
- A面

1. ぼくらの七日間戦争〜Seven Days Dream〜
2. ぼくらの七日間戦争〜Seven Days Dream〜（オリジナル・カラオケ）

- B面

1. I Remember You
2. I Remember You（オリジナル・カラオケ）

## 収録アルバム
| 曲名                                    | アルバム                                             | 発売日         | 備考                  |
| --------------------------------------- | ---------------------------------------------------- | -------------- | --------------------- |
| ぼくらの七日間戦争 〜Seven Days Dream〜 | 『真夏のB.B.クィーンズ』                             | 1991年7月3日   | 3rdオリジナルアルバム |
| ぼくらの七日間戦争 〜Seven Days Dream〜 | 『complete of B.B.QUEENS at the BEING studio』       | 2002年11月25日 | ベストアルバム        |
| ぼくらの七日間戦争 〜Seven Days Dream〜 | 『BEST OF BEST 1000 B.B.クィーンズ』                 | 2007年12月12日 | 企画ベストアルバム    |
| ぼくらの七日間戦争 〜Seven Days Dream〜 | 『ぼくらの七日間戦争2 オリジナル・サウンドトラック』 | 1991年7月11日  | サウンドトラック      |
| ぼくらの七日間戦争 〜Seven Days Dream〜 | 『complete of Mi-Ke at the BEING studio』            | 2002年12月20日 | Mi-Ke Version         |
| I Remember You                          | 『真夏のB.B.クィーンズ』                             | 1991年7月3日   | 3rdオリジナルアルバム |
| I Remember You                          | 『complete of B.B.QUEENS at the BEING studio』       | 2002年11月25日 | ベストアルバム        |
| I Remember You                          | 『BEST OF BEST 1000 B.B.クィーンズ』                 | 2007年12月12日 | 企画ベストアルバム    |
| I Remember You                          | 『ぼくらの七日間戦争2 オリジナル・サウンドトラック』 | 1991年7月11日  | サウンドトラック      |